# Branko Grčić
Branko Grčić (ur. 16 kwietnia 1964 w Kninie) – chorwacki polityk, wykładowca akademicki i ekonomista narodowości serbskiej, parlamentarzysta, od 2011 do 2016 wicepremier oraz minister rozwoju regionalnego i zarządzania funduszami europejskimi w rządzie Zorana Milanovicia.

## Życiorys
W 1987 został absolwentem Wydziału Ekonomii Uniwersytetu w Splicie. Na tej samej uczelni uzyskał w 1990 magisterium z ekonomii, a w 1996 stopień naukowy doktora. Zawodowo od 1987 związany z Wydziałem Ekonomii macierzystego uniwersytetu, pracował kolejno jako badacz, asystent, docent, profesor nadzwyczajny, a w 2005 otrzymał stałe stanowisko profesora. Był m.in. dziekanem tej jednostki. Opublikował kilkadziesiąt pozycji naukowych poświęconych makroekonomii i gospodarce regionalnej.
W 1999 wstąpił do Socjaldemokratycznej Partii Chorwacji, został przewodniczącym partyjnej rady ds. gospodarki i rozwoju regionalnego, a także członkiem zarządu partii. W wyborach parlamentarnych w 2007 uzyskał mandat posła do Zgromadzenia Chorwackiego. W wyborach w 2011 ponownie został wybrany na posła z ramienia zwycięskiej Koalicji Kukuriku. 23 grudnia 2011 objął urząd wicepremiera oraz ministra rozwoju regionalnego i zarządzania funduszami europejskimi w rządzie Zorana Milanovicia.
W 2015 uzyskał poselską reelekcję, w styczniu 2016 zakończył pełnienie funkcji rządowych. W wyborach w 2016 i 2020 ponownie wybierany do chorwackiego parlamentu.